# 쥘리 가예
쥘리 가예(Julie Gayet, 1972년 6월 3일 ~ )는 프랑스의 배우, 영화 감독이다.

## 출연 작품
- 조랑말 폴리 (2020)
- 스테이틀리스 (2018)
- 바르다가 사랑한 얼굴들 (2017)
- 넘버원 전화사기단 (2017)
- 위 아 패밀리 (2016)
- 유어 마더! (2015)
- 시네아스트 (2013)
- 종이의 영혼들 (2013)
- 어나더 하우스 (2013)
- 케도르세 (2013)
- 눈물과 웃음의 베오그라드 안내서 (2011)
- 라트 드 세뒤르 (2011)
- 훌리오와 에밀리아 (2011)
- 이매큘러트 (2010)
- 캐리 블랑 (2010)
- 웨딩 케이크 (2010)
- 꼬마산타 니콜라스 (2010)
- 픽스 미 (2009)
- 베리드 시크릿 (2009)
- 에이트 타임즈 업 (2009)
- 엘리노의 비밀 (2009)
- 아녜스 바르다의 해변 (2008)
- 붉은 개미 (2007)
- 쉘 위 키스 (2007)
- 바타넨의 토끼 (2006)
- 마이 베스트 프렌드 (2006)
- 겨울 여자 (2005)
- 비온 뒤 개인 날 (2003)
- 혼돈과 욕망 (2002)
- 노보 (2002)
- 성의 혼란 (2000)
- 아빠 둘 엄마 하나 (1996)
- 라이어 (1996)
- 시몽 시네마의 101의 밤 (1995)